# قنافذ الماء
قنافذ الماء أو الأخينوسية (الاسم العلمي Echinidae)، فصيلة حيوانات بحرية من قنافذ البحر وتتبع رتبة الأخينوسيات. أعطانها المحيط الأطلسي والمنطقة القطبية الجنوبية.

## الأجناس
الأجناس الموصوفة في فصيلة الأخينوسية وفقًا لسجل العالمي للأحياء البحرية:
- Dermechinus (أول ثيودور جنسن مورتنسن, 1942) -- 1 species
- أخينوس كارولوس لينيوس، 1758 -- 9 species
- Gracilechinus (Fell & Pawson, 1966) -- 8 species
- Polyechinus (أول ثيودور جنسن مورتنسن, 1942) -- 1 species
- Sterechinus (Koehler, 1901) -- 6 species
- Atactus Pomel, 1883 † (nomen dubium)
- Stirechinus (Desor, 1856) †

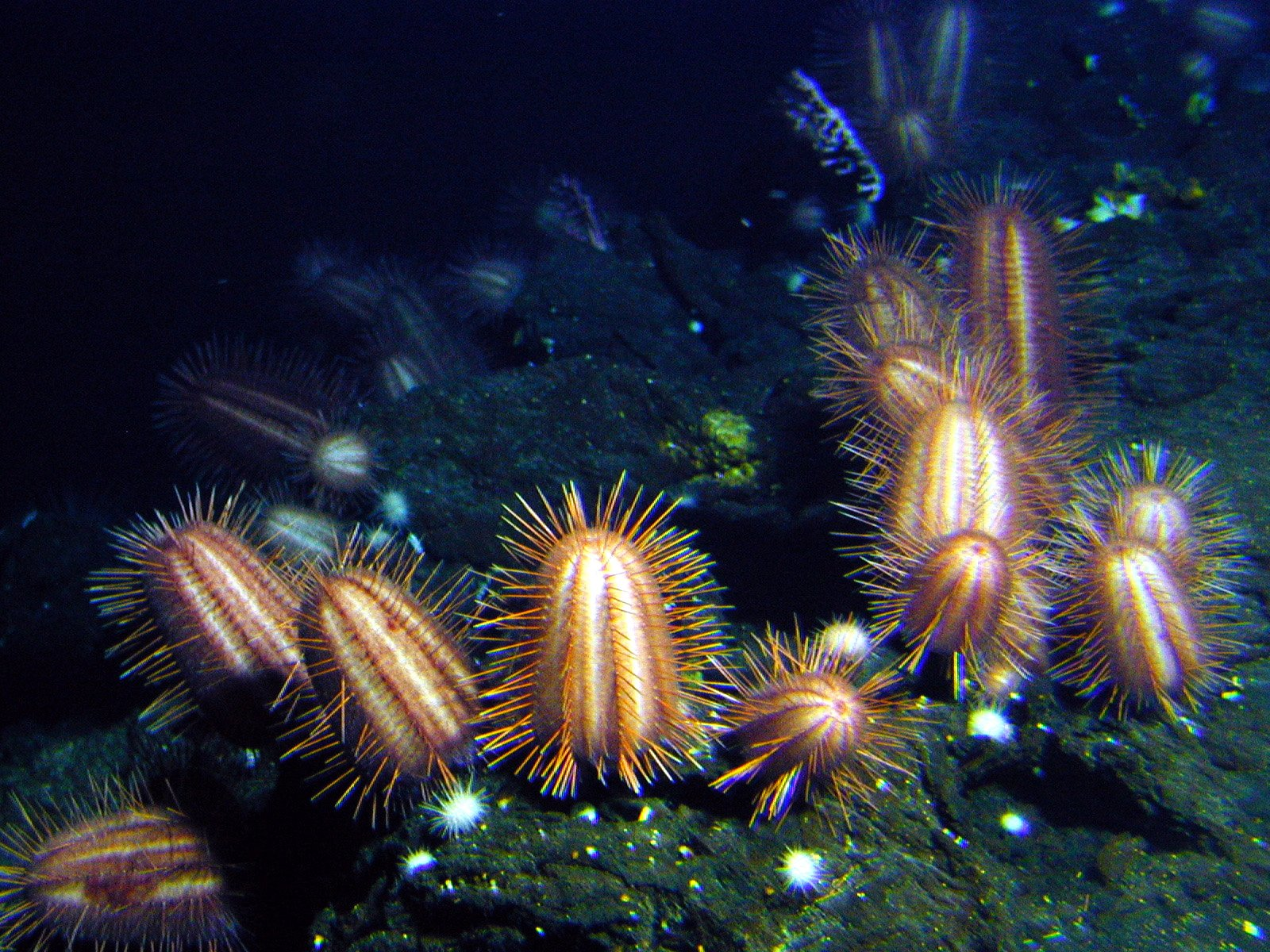
Dermechinus horridus
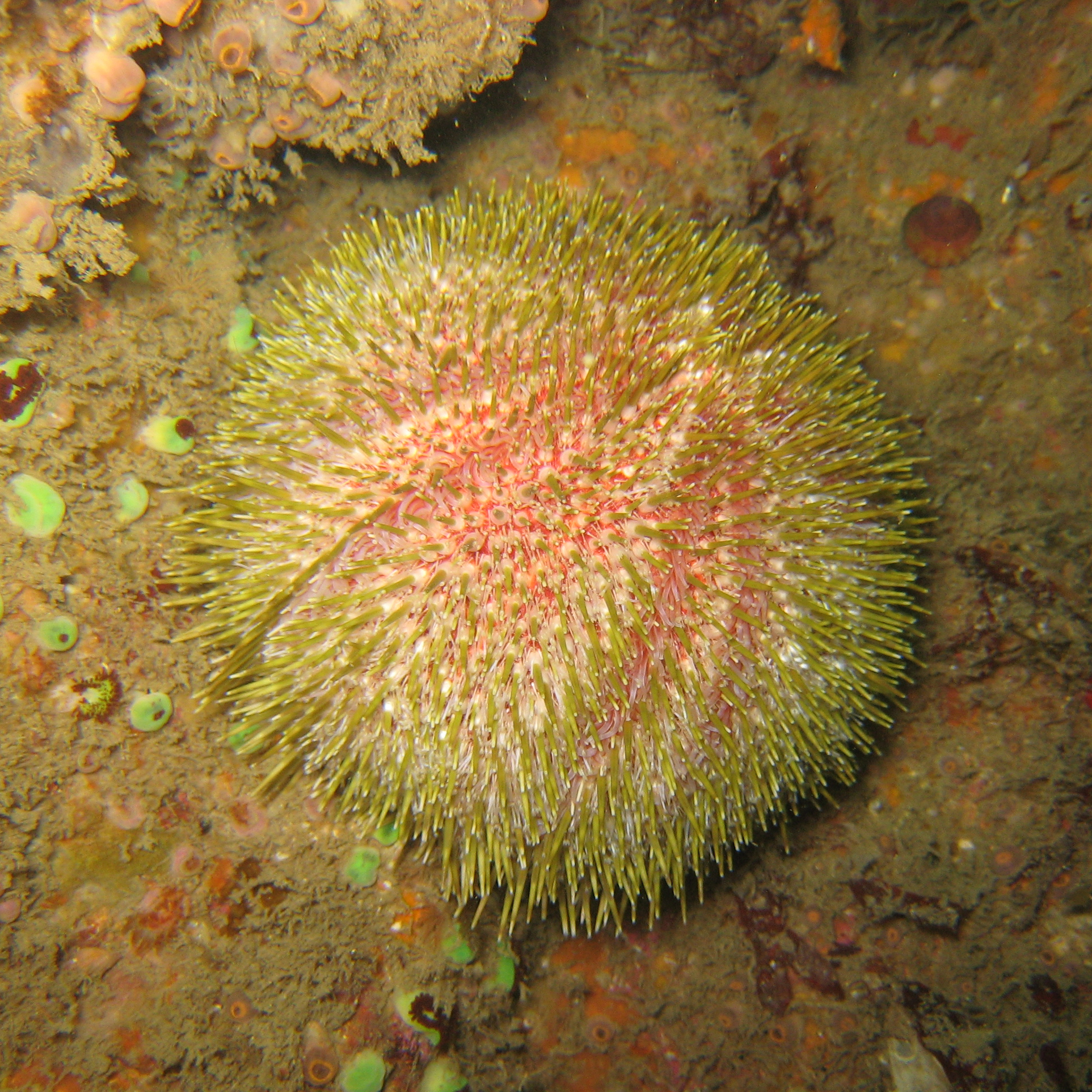
Echinus esculentus
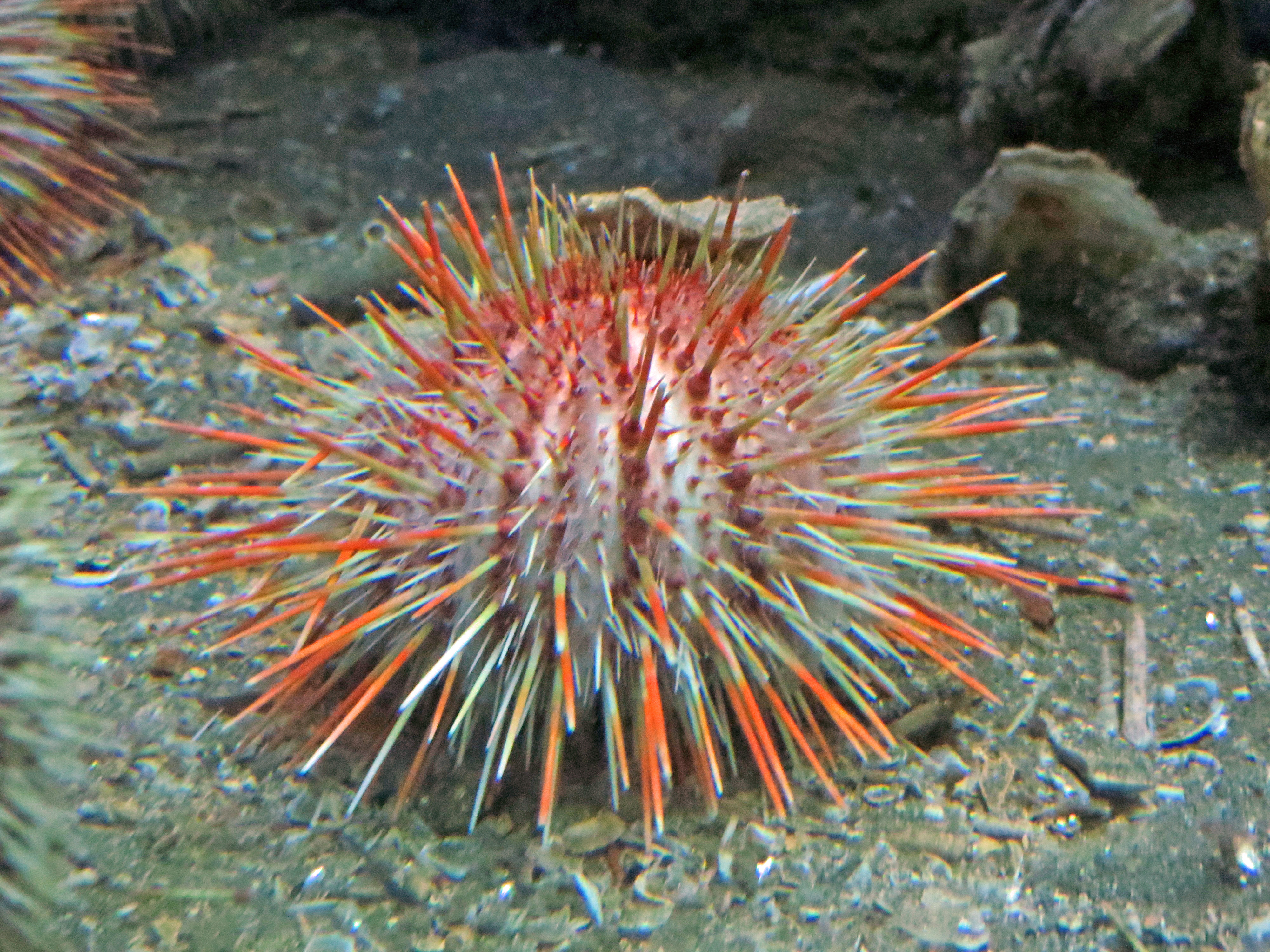
Gracilechinus acutus
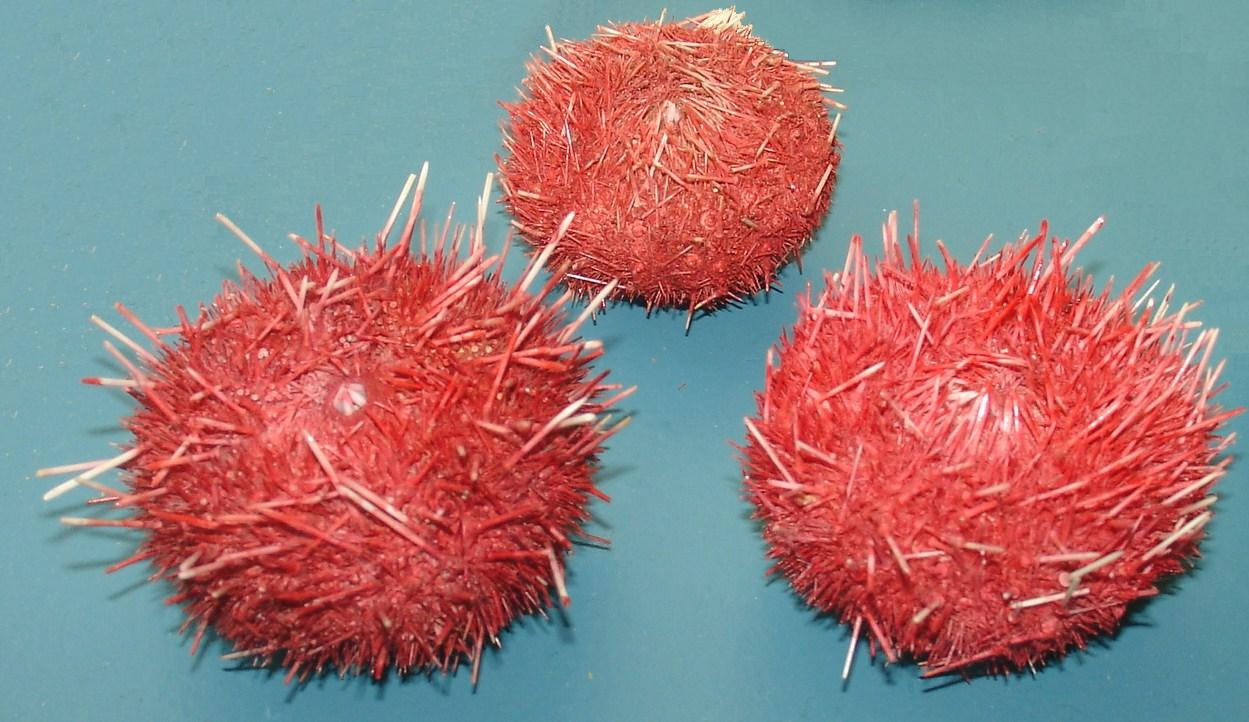
Sterechinus neumayeri